# Evaldas Gustas
Evaldas Gustas (ur. 1 kwietnia 1959 w Poswolu) – litewski polityk, inżynier, urzędnik państwowy, działacz partyjny i samorządowy, od 2013 do 2016 minister gospodarki w rządzie Algirdasa Butkevičiusa.

## Życiorys
W 1977 ukończył szkołę średnią w Szawlach, w 1982 został absolwentem wydziału automatyki w Instytucie Politechnicznym w Kownie. W 2002 na tej samej uczelni uzyskał magisterium z zakresu administracji publicznej.
W latach 80. pracował jako etatowy działacz Komsomołu, pracownik przedsiębiorstwa elektromechanicznego i instruktorem Komunistycznej Partii Litwy. Od 1990 do 1994 pracował jako nauczyciel, następnie w różnych przedsiębiorstwach. W drugiej połowie lat 90. był radnym Kowna, a w latach 2000–2001 sekretarzem miasta. Od 2001 do 2003 pełnił funkcję wiceministra spraw wewnętrznych, następnie do 2009 był sekretarzem stanu w tym resorcie, a później przez cztery lata kanclerzem w MSW.
Działał w Litewskiej Demokratycznej Partii Pracy, następnie został członkiem Litewskiej Partii Socjaldemokratycznej.
10 czerwca 2013 mianowany ministrem gospodarki (od 11 czerwca 2013). Funkcję sprawował do 13 grudnia 2016. Związał się potem z Litewską Socjaldemokratyczną Partią Pracy. W 2018 został wiceministrem rolnictwa, pełnił tę funkcję do 2020 w okresie gabinetu Sauliusa Skvernelisa.